# Шамбон сир Сисе
Шамбон сир Сисе (фр. Chambon-sur-Cisse) насеље је и општина у централној Француској у региону Центар (регион), у департману Лоар и Шер која припада префектури Блоа.
По подацима из 2011. године у општини је живело 686 становника, а густина насељености је износила 53,97 становника/km². Општина се простире на површини од 12,71 km². Налази се на средњој надморској висини од 79 метара (максималној 131 m, а минималној 72 m).

## Демографија
| 1962. | 1968. | 1975. | 1982. | 1990. | 1999. | 2011. |
| ----- | ----- | ----- | ----- | ----- | ----- | ----- |
| 441   | 441   | 521   | 731   | 782   | 742   | 686   |

График промене броја становника у току последњих година